# بخش غرب سینگهام
بخش غرب سینگهام (به انگلیسی: West Singhbhum district) یک منطقهٔ مسکونی در هند است که در Kolhan division واقع شده‌است. بخش غرب سینگهام ۷٬۲۲۴ کیلومتر مربع مساحت و ۱٬۵۰۲٬۳۳۸ نفر جمعیت دارد.